# ماریان ریورا
ماریان ریورا (به اسپانیایی: Marian Rivera)با نام کامل ماریان ریورا گارسیا-دانتس (به اسپانیایی: Marian Rivera Gracia-Dantes) (زاده ۱۲ اوت ۱۹۸۴) بازیگر، مدل، رقصنده، موسیقی‌دان اسپانیایی-فیلیپینی است.